# پرا پدی
پرا پدی (به لاتین: Pera Pedi) یک روستا در قبرس است که در ناحیه لیماسول واقع شده‌است.

## خصوصیات
پرا پدی  ۶۶ نفر جمعیت دارد.